# Арафундійські мови
Арафундійські мови (арафунді, алфендійські) є невеликою сім'єю явно споріднених мов провінції Східний Сепік у Папуа Новій Гвінеї. До родини входить три мови: андайська, нанубайська, тапейська.

## Назва
Для арафундійських мов раніше вживалася назва алфендійська мова (алфендіо), коли вони ще вважалися єдиною мовою.

## Класифікація
- андайська мова (андай)
- нанубайська мова (нанубай, нанубае)
- тапейська мова (тапей)

Дональд Лейкок у 1973 році згрупував арафундійські мови із рамуйськими мовами (мовами раму), хоча згідно його власного коментаря у вступі, це групування було більше за враженнями і не ґрунтувалося на проробленій роботі з лінгвістичної реконструкції чи лексикостатистики. Малькольм Росс у 2005 вже не включав арафундійські мови у групу рамуйських і Ethnologue з 2009 показує їх як незалежну родину верхнього рівня.
Вільям Фоулі припускав, що вони можуть бути споріднені піавійськими мовами. Тімоті Ашер пов'язував арафундійські мови з піавійськими, а також із юатськими.
Існують згадки про четверту мову карамбаську (карамба), але ні Ethnologue, ні Glottologue не вказують таку.